# Anyin (Sprache)
Anyin (auch Anyi oder Agni) ist eine westafrikanische Sprache, die die Amtssprache des Königreiches Sanwi ist. 
610.000 Menschen zählen in der Elfenbeinküste zu den Sprechern von Anyin. Etwa 250.000 Sprecher sind in Ghana (2003) zwischen der Sprache Abron im Norden, Nzema im Süden, der Elfenbeinküste im Westen und Twi im Osten zu finden. 
Zum Anyin gehören die Dialekte Aowin (Brissa, Brosa).